# Pauline Carolus-Duran
Pauline Carolus-Duran (* 12. Januar 1839 als Pauline Marie Charlotte Croizette in Sankt Petersburg; † 4. Juni 1912 in Fréjus) war eine französische Malerin.

## Leben und Werk

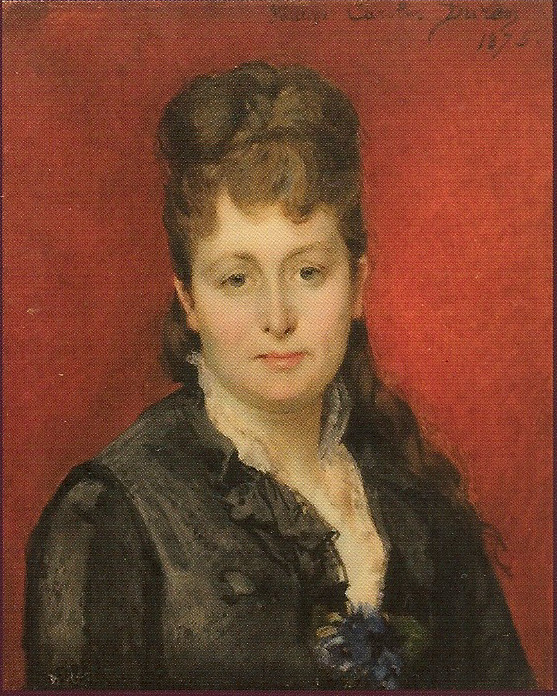
Pauline Carolus-Duran: Portrait d’Alice Hoschedé

Pauline Carolus-Duran kam als Tochter von Achille Jean Baptiste Boucher und Louise Carbonna Croizette in Sankt Petersburg zur Welt. Beide Eltern waren Franzosen, die Mutter trat als Tänzerin am Mariinski-Theater auf. Ihre Schwester Sophie Croizette wurde später Schauspielerin. Beide Schwestern waren mit der Schauspielerin Sarah Bernhardt bekannt, die Pauline Carolus-Duran in ihren Memoiren als „ruhig“, „kalt“ und „schön“ beschrieb.
Ihre Ausbildung zur Malerin erhielt sie im Atelier von Edme-Adolphe Fontaine. Beim Kopieren von Gemälden im Louvre lernte sie 1868 den Maler Carolus-Duran kennen, der sie in ihrer Malerei unterstützte und ihr Unterricht gab. Beide heirateten noch im selben Jahr. Aus dieser Ehe gingen drei Kinder hervor. Die Tochter Marie-Anne heiratete später den Dramatiker Georges Feydeau.
Pauline Carolus-Duran stand ihrem Mann wiederholt Modell. Im Gemälde Le Baiser (Palais des Beaux-Arts de Lille) von 1868 sind beide Eheleute als Verliebte beim Kuss dargestellt, in Porträt einer Künstlerin in ihrem Atelier (La Salle University Art Museum, Philadelphia) zeigt er die Malerin an der Staffelei. 1869 malte ihr Mann sie als La dame au gant (Musée d’Orsay, Paris), ein Bild, das im Salon desselben Jahres ein großer Erfolg wurde.
Von 1864 bis 1875 stellte Pauline Carolus-Duran mehrfach Damenbildnisse im Salon de Paris aus. Darüber hinaus malte sie eine Reihe von Miniaturen und schuf zahlreiche Pastellbilder. Der Kritiker Jules Claretie bescheinigte ihr ein „talent rare“ (seltenes Talent). Sie wurde 1887 in die Société des Artistes Français aufgenommen.